# Little Horsted
Little Horsted is een civil parish in het bestuurlijke gebied Wealden, in het Engelse graafschap East Sussex met 233 inwoners.